# Jae'Sean Tate
Jae'Sean Tate (Toledo, Ohio, 28 de octubre de 1995) es un jugador de baloncesto estadounidense que pertenece a la plantilla de los Houston Rockets de la NBA. Con 1,93 metros de altura, juega en la posición de alero.

## Trayectoria deportiva

### Universidad
Jugó cuatro temporadas con los Ohio State de la Universidad Estatal de Ohio, en las que promedió 11,0 puntos, 6,7 rebotes, 1,7 asistencias y 1,1 robos de balón por partido. En su primera temporada en el equipo fue incluido en el mejor quinteto de rookies de la Big Ten Conference, mientras que en la segunda lo fue en el segundo mejor quinteto absoluto de la conferencia.

### Profesional
Tras no ser elegido en el Draft de la NBA de 2018, disputó la liga de verano de la NBA con Milwaukee Bucks. En septiembre de 2018 llegó a Europa para jugar en las filas del Antwerp Giants de la Scoore League para jugar la temporada 2018-19.
El 22 de julio de 2019, firma con los Sydney Kings de la NBL. Terminó la temporada promediando 16,4 puntos por partido y fue elegido para el mejor quinteto de la liga (All-NBL First Team).
El 26 de noviembre de 2020, Tate firma con los Houston Rockets de la NBA.
El 1 de julio de 2022 acuerda una extensión de contrato con los Rockets por 3 años y $22 millones.

## Estadísticas de su carrera en la NBA

### Temporada regular
| Año     | Equipo  | PJ  | PT  | MPP  | %TC  | %3P  | %TL  | RPP | APP | ROB | TPP | PPP  |
| ------- | ------- | --- | --- | ---- | ---- | ---- | ---- | --- | --- | --- | --- | ---- |
| 2020-21 | Houston | 70  | 58  | 29.2 | .506 | .308 | .694 | 5.3 | 2.5 | 1.2 | .5  | 11.3 |
| 2021-22 | Houston | 78  | 77  | 26.4 | .498 | .312 | .707 | 5.4 | 2.8 | .9  | .5  | 11.8 |
| 2022-23 | Houston | 31  | 7   | 21.8 | .480 | .283 | .725 | 3.8 | 2.7 | .7  | .2  | 9.1  |
| 2023-24 | Houston | 65  | 9   | 15.9 | .472 | .299 | .667 | 3.0 | 1.0 | .6  | .2  | 4.1  |
| 2024-25 | Houston | 52  | 2   | 11.3 | .473 | .348 | .681 | 2.3 | .9  | .5  | .1  | 3.6  |
| Total   | Total   | 296 | 153 | 21.6 | .493 | .309 | .700 | 4.1 | 2.0 | .8  | .4  | 8.3  |